# Difluormethaan
Difluormethaan, ook bekend onder de namen methyleenfluoride, HFC-32 of R-32, is een organische verbinding uit de serie halogeenmethanen. Twee waterstofatomen uit methaan zijn vervangen door fluor. De brutoformule is dus CH2F2.

## Fysische eigenschappen
| Eigenschap                                                    | Waarde             |
| ------------------------------------------------------------- | ------------------ |
| Kritische druk (pc)                                           | 5,83 MPa           |
| Kritische temperatuur (Tc)                                    | 78,45 °C (351 K)   |
| Samendrukbaarheid (Z)                                         | 0,9863             |
| Soortelijke warmte bij constante druk (Cp) bij 21 °C (70 °F)  | 0,043 kJ·mol−1·K−1 |
| Soortelijke warmte bij constant volume (CV) bij 21 °C (70 °F) | 0,034 kJ·mol−1·K−1 |
| Soortelijke warmte-verhouding (κ)                             | 1,253              |

## Toepassingen
Difluormethaan is een koudemiddel dat geen effect op de ozonlaag heeft. Als azeotropisch mengsel met pentafluorethaan wordt difluormethaan onder de naam R-410A in nieuwere koelinstallaties toegepast als vervanger voor verschillende CFK's zoals bepaalde freonen. Hoewel de verbinding geen negatief effect heeft op de ozonlaag, is het zelf wel een broeikasgas, 675 keer zo sterk als koolstofdioxide.